# Роман Григорович Гапањук
Роман Ригорович Гапањук (блр. Раман Рыгоравіч Гапанюк) је рођен 5. октобра 1981. године у граду Бресту). Режисер је и директор позоришне компаније Амедиа и серијски режисер и директор. Ради у Белорусији и Русији.

## Биографија
Рођен је у граду Бресту у Белорусији. Студирао је на Филолошком факултету руско-пољког одељења имена А. С. Пушкина. 2005, завршио је одсек за режију на Академији уметности.
Од 2002. до 2005. године је режисер и директор позоришног студија На Долгом Броде у Минску.
Од 2005. до 2010. године је режисер и директор Брестког академског театра драме и Музике имена Лењиновог Комсомола. 

## Филмови
- Тврђава Брест (рус. Брестская крепость)
- Висоцки (рус. Высоцкий)
- Хвала ти, што си жив (рус. Спасибо, что живой)
- Територија (рус. Территория)[3]

## Серијали
- Породичне драме (рус. Семейные драмы)
- Право средство (рус. Верное средство)
- Суди ми (рус. Засуди меня)
- Посебан случај (рус. Особый случай)
- У сазвежђу Стрелца (рус. В созвездии Стрельца)
- Држи се за облаке (рус. Держись за облака)
- Скелети у ормару (рус. Скелеты в шкафу)
- Истрага (рус. След)
- Сведоци (рус. Свидетели)
- Моја свекрва је монструм (рус. Моя свекровь – монстр)[4] и др.